# Dryopteris blanfordii
Dryopteris blanfordii är en träjonväxtart. Dryopteris blanfordii ingår i släktet Dryopteris och familjen Dryopteridaceae.

## Underarter
Arten delas in i följande underarter:
- D. b. blanfordii
- D. b. nigrosquamosa

## Bildgalleri

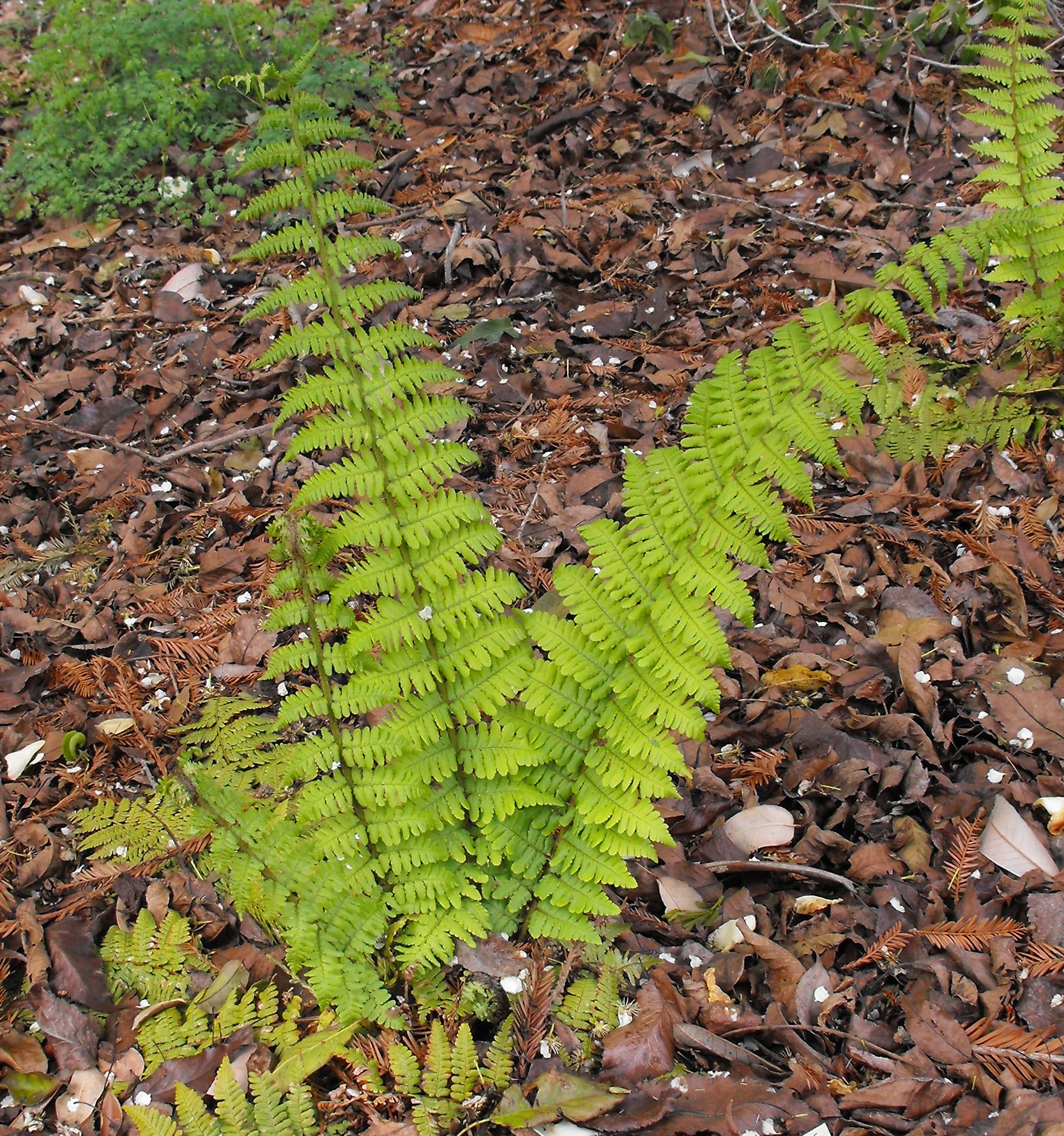